# Большесалтыковское сельское поселение
Большесалтыковское се́льское поселе́ние — муниципальное образование в Камско-Устьинском районе Татарстана Российской Федерации.
Административный центр — село Большие Салтыки.

## История
Статус и границы сельского поселения установлены Законом Республики Татарстан от 31 марта 2005 года № 26-ЗРТ «Об установлении границ территорий и статусе муниципального образования "Камско-Устьинский муниципальный район" и муниципальных образований в его составе».

## Население
| 2010 | 2011 | 2012 | 2013 | 2014 | 2015 | 2016 |
| ---- | ---- | ---- | ---- | ---- | ---- | ---- |
| 584  | ↘581 | ↘574 | ↘561 | ↘535 | ↘524 | ↘507 |
| 2017 | 2018 |      |      |      |      |      |
| ↘476 | ↘467 |      |      |      |      |      |

## Состав сельского поселения
| № | Населённый пункт    | Тип населённого пункта       | Население |
| - | ------------------- | ---------------------------- | --------- |
| 1 | Большие Салтыки     | село, административный центр |           |
| 2 | Большое Мереткозино | село                         |           |
| 3 | Данышево            | деревня                      |           |
| 4 | Менгличево          | деревня                      |           |